# Jens Nowotny
Jens Nowotny (ur. 11 stycznia 1974 w Malsch) – niemiecki piłkarz grający na pozycji obrońcy, reprezentant kraju.

## Życiorys

### Kariera klubowa
W czasach juniorskich trenował w klubach: SV Spielberg (1979–1985),	FC Germania Friedrichstal (1985–1990) i Karlsruher SC (1990–1992). W 1992 roku dołączył do seniorskiego zespołu tego ostatniego. W Bundeslidze zadebiutował 2 maja 1992 w wygranym 1:0 meczu z Hamburgerem SV. W 1996 roku wraz z KSC zdobył Puchar Intertoto UEFA oraz zagrał w przegranym 0:1 finale Pucharu Niemiec z 1. FC Kaiserslautern. 1 lipca 1996 został zawodnikiem Bayeru 04 Leverkusen. W sumie grał w nim w latach 1996–2006. W tym czasie dwukrotnie zdobył wicemistrzostwo kraju (1999/2000, 2001/2002), wystąpił w finale Ligi Mistrzów (2001/2002) oraz w finale Pucharu Niemiec (2001/2002). Zagrał w 295 meczach, w których zdobył 5 goli. 1 lipca 2006 odszedł do chorwackiego Dinama Zagrzeb. W sezonie 2006/2007 zdobył wraz z nim mistrzostwo i puchar kraju. W 2007 roku postanowił zakończyć karierę piłkarską.

### Kariera reprezentacyjna
Jako junior występował w reprezentacjach juniorskich RFN i Niemiec. W seniorskiej reprezentacji zadebiutował 30 kwietnia 1997 w wygranym 2:0 meczu z Ukrainą. Grał w nim od 16. minuty, gdy zastąpił Frediego Bobica. W 62. minucie zanotował asystę przy golu Olivera Bierhoffa. Wraz z reprezentacją wystąpił na Euro 2000 i 2004 oraz na mistrzostwach świata 2006, na których Niemcy zajęli 3. miejsce. Ostatni mecz w reprezentacji rozegrał 16 sierpnia 2006 przeciwko Szwecji (3:0 dla Niemiec). W sumie zagrał dla niej w 48 meczach i zdobył jedną bramkę.

### Życie prywatne
Jest żonaty z Michaelą, z którą ma dwoje dzieci: Mię i Niklasa. Udziela się społecznie, jest ambasadorem stowarzyszenia Multige Kinder.

## Odznaczenia
- Srebrny Liść Laurowy (2006)[10]